# Justin Trudeau
Pour les articles homonymes, voir Trudeau.
Justin Trudeau (prononcé en français canadien : /ʒystẽ tʁydo/ ; en anglais canadien : /ˈd͡ʒʌstɪn ˈtɹudoʊ/), né le 25 décembre 1971 à Ottawa (Ontario), est un homme d'État canadien. Fils de l'ancien premier ministre Pierre Elliott Trudeau, il occupe à son tour le poste de premier ministre du Canada de 2015 à 2025.
En 2008, il est élu député de la circonscription de Papineau à la Chambre des communes. Il devient chef du Parti libéral du Canada en 2013 et accède à la tête du gouvernement fédéral à la suite de sa victoire aux élections fédérales de 2015. Justin Trudeau met ainsi fin à la décennie que le premier ministre conservateur Stephen Harper a passée au pouvoir.
Lors de son premier mandat, il légalise le cannabis, tente une réforme du Sénat, instaure une taxe fédérale sur le carbone, négocie l'Accord Canada–États-Unis–Mexique et signe l'accord de Paris sur le climat. Toutefois, sa popularité est affectée par des enquêtes d'éthique concernant l'affaire Aga Khan et l'affaire SNC-Lavalin et, au Québec, par son refus de s'engager à ne pas contester devant les tribunaux la loi québécoise sur la laïcité de l'État.
Du fait notamment des prises de position impopulaires de son adversaire conservateur Andrew Scheer, il est reconduit comme premier ministre à l'issue des élections fédérales de 2019, son parti ne disposant toutefois pas d'une majorité absolue, ce qui le contraint cette fois à former un gouvernement minoritaire. Pendant son second mandat, il doit gérer la pandémie de Covid-19, annonce une interdiction des armes d'assaut à la suite de la tuerie de 2020 en Nouvelle-Écosse et affronte une troisième enquête d'éthique en raison du scandale WE Charity. Dans le but d'obtenir la majorité absolue, il provoque en septembre 2021 des élections fédérales anticipées, qui voient son parti libéral arriver en tête, mais à nouveau avec un gouvernement minoritaire.
Pendant son troisième mandat, il poursuit sa politique sanitaire, fait face au mouvement du Convoi de la liberté, et déclare l'état d'urgence dans le cadre de la loi sur les mesures d'urgence pour y faire face. Début 2022, son parti signe une entente de soutien et de confiance avec le Nouveau Parti démocratique (NPD). Fin 2024, le NPD choisit de mettre fin à l'entente. En politique externe, il autorise le lancement de sanctions économiques contre la Russie et l'envoi d'aide militaire à l'Ukraine en réponse à l'invasion russe de l'Ukraine. En 2025, il lance une série de contre-tarifs douaniers contre les États-Unis en réponse à la guerre commerciale lancée par la seconde administration de Donald Trump. À la suite d'une crise politique commencée par le départ de la vice-première ministre Chrystia Freeland le 16 décembre 2024, il annonce le 6 janvier 2025 sa démission prochaine comme chef du Parti libéral et premier ministre. Mark Carney lui succède à ces fonctions respectivement le 9 mars et le 14 mars 2025. Il ne se représente pas à titre de député lors des élections fédérales d'avril 2025.

## Situation personnelle

### Famille et éducation

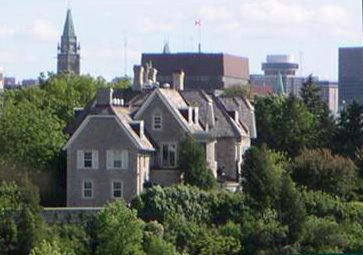
Jusqu'à 12 ans, Justin grandit en Ontario, au 24 Promenade Sussex, la résidence des premiers ministres canadiens.

Justin Pierre James Trudeau est le fils de Pierre Elliott Trudeau (1919-2000), 15e premier ministre du Canada, et de Margaret Trudeau. Les enfants du couple grandissent en Ontario, surtout au 24 Promenade Sussex, la résidence officielle des premiers ministres canadiens. Quand Pierre Elliott Trudeau quitte la politique, Justin a 12 ans et la famille s'installe à Montréal : à partir de ce moment, les enfants Trudeau grandissent à Montréal.
Après un cursus secondaire au collège Jean-de-Brébeuf, où Justin Trudeau se prononce en faveur de la Constitution canadienne et de l'unité du pays, il obtient un baccalauréat en littérature anglaise à l'Université McGill et un baccalauréat en sciences de l'éducation à l'Université de la Colombie-Britannique. En 1994, il travaille comme videur dans une boîte de nuit pour payer les frais d'un voyage qu'il entreprendra avec plusieurs amis pour visiter la France, l'Espagne, le Maroc, le Bénin, la Russie, la Chine, la Thaïlande et le Viêt Nam.

### Vie privée
Il épouse le 28 mai 2005 Sophie Grégoire, une amie d'enfance devenue animatrice de télévision, qui est également monitrice de yoga. Ils ont trois enfants : Xavier James Trudeau (né le 18 octobre 2007), Ella-Grace Margaret Trudeau (née le 5 février 2009) et Hadrien Grégoire Trudeau (né le 28 février 2014).
Le 31 mars 2012, il affronte le sénateur conservateur Patrick Brazeau, lors d'un combat de boxe caritatif contre le cancer. Le combat est âprement disputé. Après un premier round en faveur de Brazeau, Trudeau domine les deux rounds suivants, assénant plusieurs coups au visage de son adversaire et provoquant des saignements. Trudeau l'emporte par arrêt de l'arbitre au troisième round. Les paris donnaient pourtant Brazeau gagnant à trois contre un. Un documentaire intitulé God Save Justin Trudeau relate le combat.
Le 2 août 2023, Justin Trudeau annonce sur son compte Instagram sa séparation avec Sophie Grégoire à la suite d'une conversation réfléchie et difficile.

### Carrière professionnelle
De retour au Canada, il travaille comme enseignant de français et d'art dramatique de la maternelle à la 12e année à l'école privée West Point Grey Academy (en) et à l'école secondaire Sir-Winston-Churchill à Vancouver à partir de 1998. En 2002, il revient s'établir à Montréal et entreprend des études d'ingénieur à l'École polytechnique de Montréal entre 2002 et 2003. Il devient président du programme Katimavik en 2003 et travaille pour la station de radio CKAC en 2004. De 2005 à 2006, il est inscrit à une maîtrise en géographie environnementale à l'Université McGill.

## Parcours politique

### Débuts
Justin Trudeau fait son entrée sur la scène publique en octobre 2000, avec l'éloge funèbre qu'il prononce pour les funérailles de son père. Radio-Canada reçoit alors de si nombreuses demandes de retransmission que le doyen de la politique québécoise Claude Ryan suggère que l'on assiste peut-être à la première manifestation d'une dynastie.
Justin Trudeau appuie le candidat Gerard Kennedy lors de la course à la direction du Parti libéral du Canada de 2006. Après l'élimination de Kennedy, il soutient Stéphane Dion.
Le 29 avril 2007, Trudeau est choisi par les militants du Parti libéral du Canada pour l'élection fédérale suivante comme candidat dans la circonscription de Papineau, dont l'électorat est l'un des plus diversifiés sur le plan socioculturel et l'un des plus pauvres au Canada. Il emporte le siège en battant la députée sortante Vivian Barbot (Bloc québécois). Il est réélu en 2011, en 2015, en 2019 et en 2021.

### Chef du Parti libéral
Le 25 septembre 2012, Trudeau annonce qu'il sera candidat à la direction du Parti libéral du Canada à la suite de la démission de Michael Ignatieff et à la nomination provisoire de Bob Rae. Dans une course qui le met en lice avec Martin Cauchon, Deborah Coyne, Martha Hall Findlay, Joyce Murray et Karen McCrimmon, il remporte l'élection avec 80,1 % des 104 000 suffrages exprimés. Il entre en fonction comme chef du Parti libéral le 14 avril 2013.
À la suite du scandale Mike Duffy, qui met en évidence l'absence de contrôle des dépenses des sénateurs, il propose un plan selon lequel les dépenses des parlementaires seraient publiées chaque trimestre, et annonce le dépôt d'un projet de loi visant à ouvrir au public les débats du Bureau de régie interne de la Chambre des communes. En juin 2014, il dépose au Parlement un projet de loi prévoyant notamment de donner au commissaire à l'information le pouvoir d'ordonner au gouvernement de dévoiler des documents,.

### Élections fédérales de 2015
Le 19 octobre 2015, son parti remporte les élections fédérales et il est désigné premier ministre par le gouverneur général du Canada, David Lloyd Johnston. Les libéraux obtiennent 184 mandats à la Chambre des communes, soit 150 de plus que lors de la 41e législature.

### Premier ministre du Canada

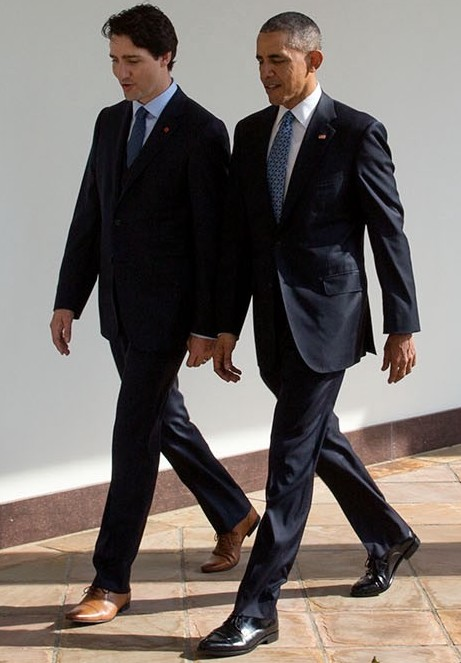
Justin Trudeau et Barack Obama en 2016.

Il prête serment et devient le 23e premier ministre du Canada le 4 novembre 2015, succédant à Stephen Harper. Au printemps 2016, le magazine Time le classe parmi les cent personnalités les plus influentes du monde. Six mois après son élection, le New York Times consacre un article à son extraordinaire popularité dans les réseaux sociaux, et rapproche son expertise en matière de médias de celle de Barack Obama et de John Kennedy.

#### Formation du cabinet
Le cabinet ministériel de Justin Trudeau est assermenté le 4 novembre 2015. Donnant suite à une promesse du Parti libéral, il nomme trente ministres en respectant la parité hommes-femmes, soit 15 femmes et 15 hommes (le cabinet du premier ministre Stephen Harper comptait douze femmes sur 39 ministres). C'est la première fois dans l'histoire du Canada qu'un cabinet ministériel fait une telle place à des membres des Premières Nations et à des femmes tout en leur confiant des postes importants. Parmi les membres du cabinet, neuf sont capables de s'exprimer en anglais et en français, dont quatre Québécois ; Trudeau s'engage à ne pas exiger de ses ministres unilingues anglophones qu'ils suivent des cours de français. Le jour de son assermentation, le magazine Forbes classe Justin Trudeau au 69e rang sur sa liste annuelle des personnes les plus influentes au monde.

#### Politique économique et sociale
À son arrivée à la tête du gouvernement, qui bénéficie de la politique de rigueur initiée par son prédécesseur, il promet d’augmenter les dépenses publiques, mais de revenir à l’équilibre budgétaire en 2019. Le déficit s’élève ainsi à quelque 20 milliards de dollars chaque année à partir de 2016, une situation jugée tenable dans une période de croissance économique. En 2019, le ministre des Finances constate l’échec de la promesse de retour à l’équilibre budgétaire, estimant qu'il faudra attendre « au moins 2040 » avant de le retrouver. Il insiste sur le fait que les dépenses supplémentaires en infrastructures sont nécessaires pour assurer la croissance à long terme et que le chiffre à considérer n'est pas le déficit budgétaire, mais la proportion de la dette par rapport au produit intérieur brut.
Conformément à une promesse électorale, Trudeau met en place en 2016 une allocation pour les familles ayant des enfants de moins de 18 ans. Le montant maximal annuel est de 6496 $ par enfant de moins de six ans et de 5481 $ par enfant de moins de 18 ans. Ces montants sont augmentés en 2018.
En 2019, le taux de chômage est tombé de façon continue, jusqu'à atteindre 5,4 % en juin, ce qui est le taux le plus bas enregistré au pays depuis 40 ans. La croissance de l'emploi est le signe que l'économie a rebondi substantiellement, et permet d'envisager un taux de croissance de 2 % pour l'année, bien au-dessus des prévisions initiales.

##### Régime canadien de soins dentaires
En 2022, le gouvernement Trudeau déclenche la mise en œuvre du régime canadien de soins dentaires, comme le prévoit l'entente de soutien et de confiance avec le NPD. Au départ, le programme offre une couverture dentaire de 260 $ à 650 $ pour chaque enfant de moins de 12 ans aux familles n'ayant pas l'assurance privée et dont le revenu annuel est inférieur à 90 000 $. Il est élargi aux mineurs, personnes âgées et personnes handicapées, soit environ neuf millions de Canadiens, à partir de décembre 2023. Ceux dont le revenu annuel se situe entre 70 000 $ et 90 000 $ auront toutefois à payer une quote-part.

##### Régime fédéral d'assurance médicaments
Lors de la campagne électorale de 2019, Trudeau promet d'instaurer un régime universel d'assurance médicaments en commençant par la création d'une nouvelle agence fédérale, l'Agence des médicaments du Canada. Le nouvel organisme, qui remplace l'ancienne Agence canadienne des médicaments et des technologies de la santé, est établi en 2024. La même année, les libéraux déposent un projet de loi qui s'engage à une couverture préliminaire de contraceptifs et de médicaments contre le diabète.

#### Fédéralisme et question du Québec
Justin Trudeau se rallie en 2006, sous le gouvernement de Stephen Harper, à une forme de reconnaissance du Québec en acceptant la proposition du gouvernement Harper de reconnaître la nation québécoise comme « une nation au sein d'un Canada uni. » Cette position s'oppose à des épisodes antérieurs où il était plutôt contre la notion de société distincte. En 2017, Justin Trudeau refuse l'invitation lancée par le gouvernement libéral du Québec et son premier ministre Philippe Couillard de rouvrir la question constitutionnelle au Canada,,. En 2018, il affirme que la présence d'un mouvement séparatiste dans un pays, en incluant le Canada, peut constituer un risque de violence.
Dans son approche du fédéralisme canadien, il affirme vouloir travailler avec les provinces dans un esprit de consultation et de cogestion. Il suggère principalement un fédéralisme de réconciliation et un retour à l’esprit fédéral. Les moyens qui devraient être utilisés pour promouvoir cette vision du fédéralisme sont selon lui la collaboration dans le respect des différences en vue d’atteindre des objectifs communs. Dans sa perspective fédérale, Justin Trudeau semble aussi vouloir tendre la main aux provinces et aux peuples autochtones. Enfin on peut également noter que l’approche fédérale de Justin Trudeau, dans un langage plus technique, s'oriente surtout autour d'une mixité où fédéralisme coopératif exécutif et fédéralisme coopératif axé sur les provinces se côtoient,,. En mai 2021, il évoque l'existence d'une nation québécoise.
Mais à l’issue de son mandat, les relations entre le gouvernement fédéral et plusieurs provinces sont fortement dégradées, notamment en raison de questions financières ainsi que de plusieurs projets d’infrastructures et environnementaux.

#### Premières Nations

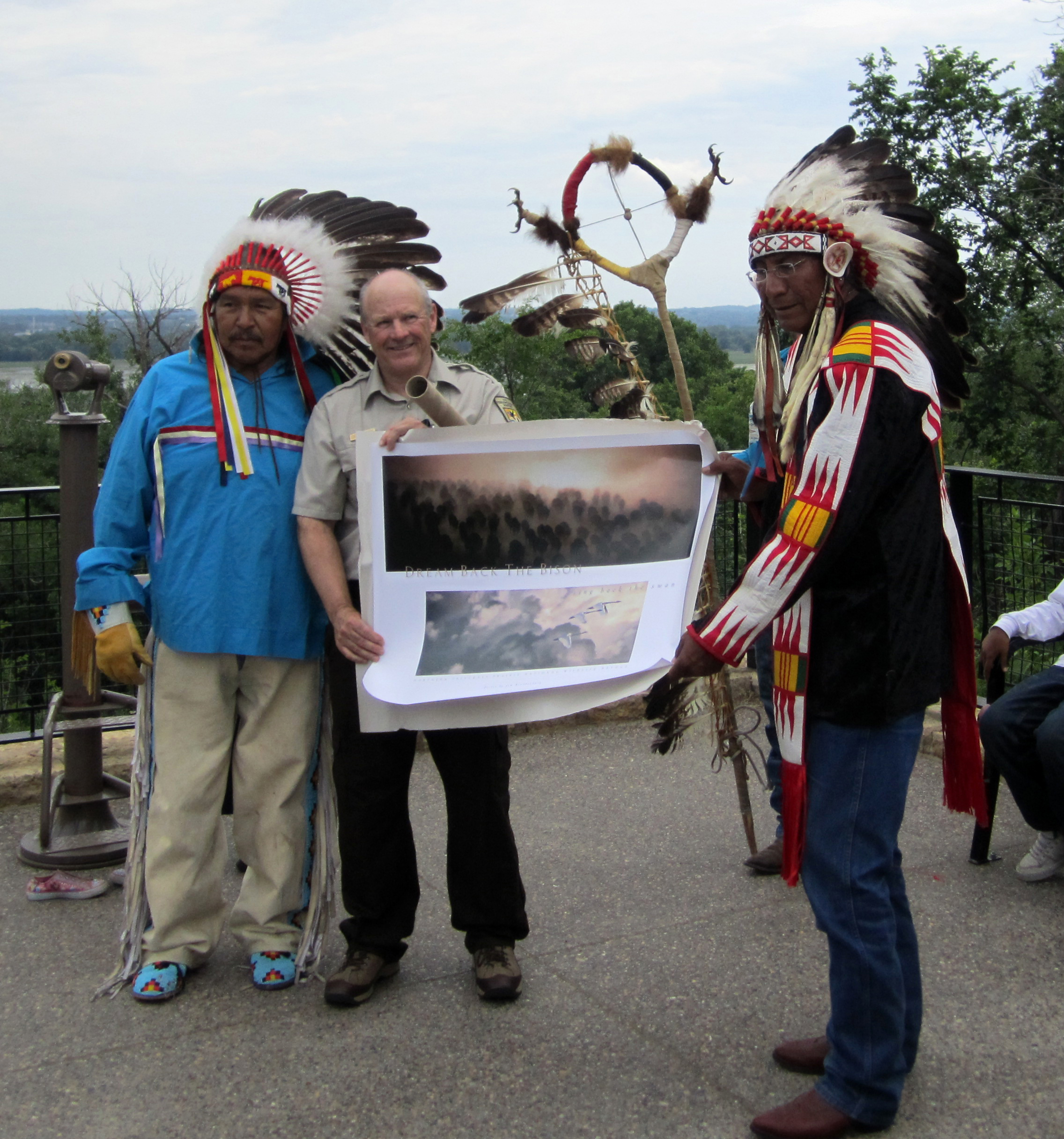
Justin Trudeau souhaite redéfinir le cadre légal des droits des Autochtones du Canada.

Lors de sa nomination, Trudeau affiche son souhait d’améliorer les relations du gouvernement avec les autochtones. Lors d'une rencontre, en décembre 2015, avec des centaines de chefs et délégués des Premières Nations, il s'engage à faire la lumière sur les femmes disparues ou assassinées, à augmenter les dépenses en éducation et à mettre en œuvre les recommandations issues de la Commission de vérité et réconciliation du Canada. En 2018, il promet un meilleur cadre légal afin de garantir le respect des droits des Autochtones, inscrits dans la Constitution du Canada,. La Commission sur les femmes et filles autochtones disparues ou assassinées, mise en place en 2016, dépose son rapport final en juin 2019. Celui-ci suscite des réactions variées dans le public, notamment en raison de l'emploi du terme « génocide ». Il s’abstient cependant de signer la Déclaration des Nations unies sur les droits des peuples autochtones, qui précise que les États doivent consulter les peuples autochtones concernés par des projets ayant des incidences sur leurs terres et leurs ressources.

#### Fonctionnement de la Chambre
En 2015, il se déclare favorable à des votes libres des députés au Parlement, à un processus ouvert de nomination des candidats et à l'élimination de toute publicité gouvernementale à coloration partisane. Il se prononce contre un mode de scrutin proportionnel. Affirmant durant la campagne de 2015 que cette élection serait la dernière dans le mode de configuration uninominal à un tour s'il était élu, il abandonne toutefois en 2017 tout projet de réforme du mode d'élection de la Chambre des communes estimant qu'il ne se dégage pas de « consensus » autour de la question. Cette décision est critiquée comme une « trahison des électeurs » par Elizabeth May ou Rona Ambrose, qui estiment que le Parti libéral fait passer ses intérêts avant le bien commun.

#### Réforme du Sénat
Estimant que le Sénat est miné par les deux problèmes majeurs que sont le sectarisme et le favoritisme politique, il annonce en janvier 2014 un plan de réforme en vertu duquel « seuls les députés élus de la Chambre des communes seront membres du caucus libéral national ». En conséquence, les 32 anciens sénateurs libéraux ne sont plus membres du caucus. Il s'engage également à « mettre en place un processus public, ouvert et transparent pour nommer et confirmer les sénateurs [et à] nommer seulement des sénateurs indépendants ».
Une fois au pouvoir, Trudeau n'a nommé au Sénat que des personnes recommandées par un comité consultatif indépendant auprès duquel tout citoyen canadien âgé d’au moins 30 ans et de moins de 75 ans peut déposer sa candidature. En décembre 2018, sur 105 sénateurs, on compte un groupe de 54 indépendants, 31 conservateurs, 10 libéraux indépendants et 10 sans affiliation. Trudeau envisage des modifications à la Loi sur le Parlement du Canada afin que les ressources financières ne soient plus distribuées entre deux partis (celui du pouvoir et l'opposition) mais entre tous les groupes. Il vise ainsi à consolider sa réforme du sénat et à rendre un retour en arrière plus difficile.
Pour sa part, le chef conservateur, Andrew Scheer, entend renouer avec l'ancienne pratique de ne nommer que des partisans conservateurs. Selon l'historien John Ibbitson, ce serait là une erreur et un gâchis, car, dans l'ensemble, la réforme du Sénat a été bénéfique.

#### Questions de société

##### Immigration et accueil des réfugiés

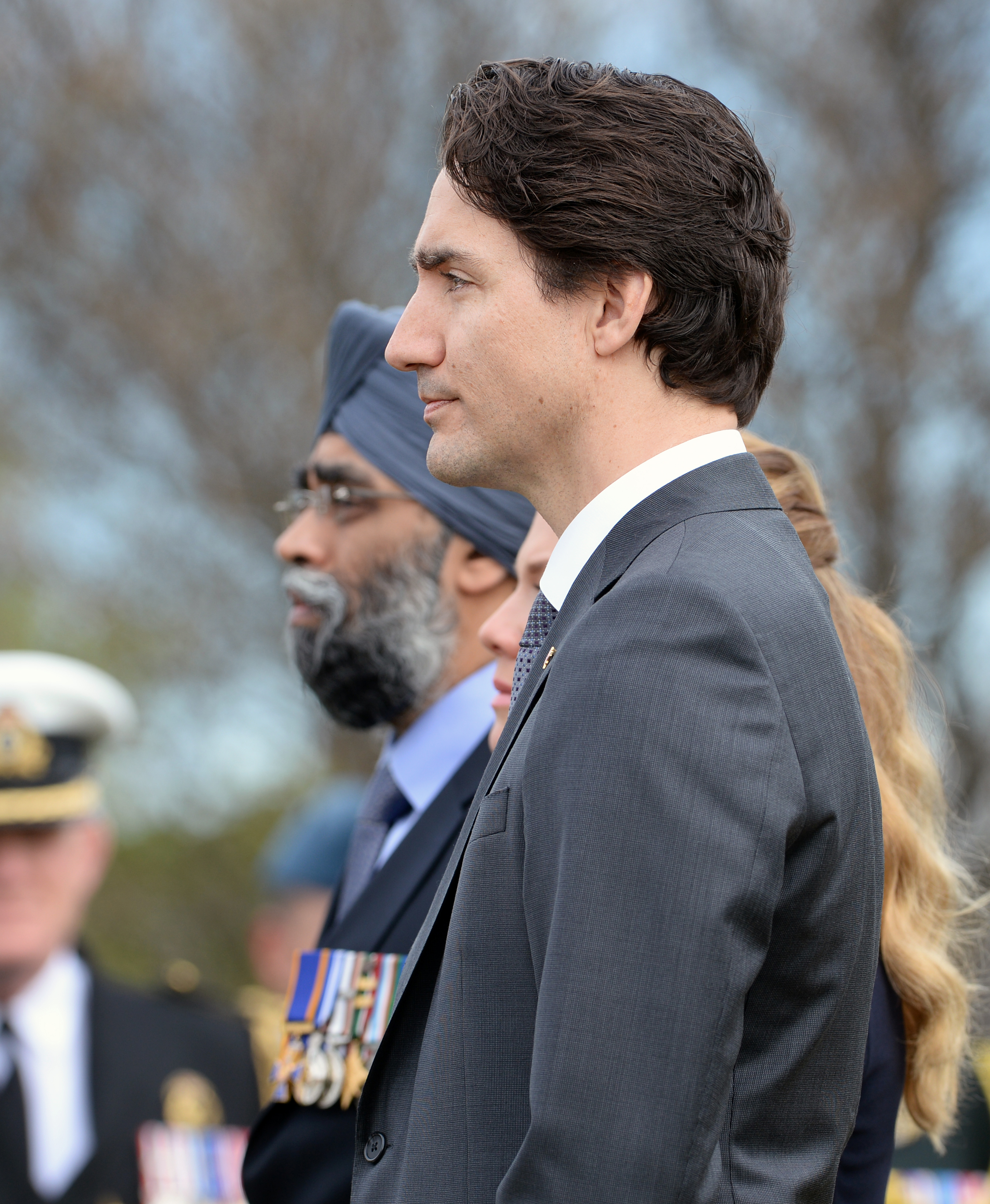
Justin Trudeau au cimetière national d'Arlington, aux États-Unis (2016).

Justin Trudeau s'engage en faveur de l'accueil des réfugiés. En 2015, il annonce vouloir accueillir 25 000 réfugiés syriens et met en place un programme gouvernemental de parrainage afin de faciliter leur intégration dans la société. Au cours des trois années qui suivent, le Canada accepte en fait plus de 40 000 réfugiés,. Plusieurs des nouveaux arrivants ont toutefois de la difficulté à se trouver un emploi.
Le gouvernement se donne pour objectif d’accueillir de façon annuelle 340 000 résidents permanents d'ici à 2020, avec une augmentation de 60 % pour l’immigration économique.
Il assouplit également les conditions d’accès à la nationalité canadienne et abroge la loi introduite par Stephen Harper sur la déchéance de citoyenneté des binationaux condamnés pour actes de terrorisme ou crimes contre l'intérêt national,.
Il défend le port du hidjab, qu'il considère comme un droit individuel. En août 2016, le port du hidjab est ainsi autorisé au sein de la police fédérale, tout comme l'est le port du turban pour les sikhs dans la Gendarmerie royale du Canada depuis 1990.
Depuis 2017, il est confronté aux grands flux migratoires du chemin Roxham.
En janvier 2023, une enquête de Radio-Canada révèle que le gouvernement de Justin Trudeau a donné 30 fois plus d’argent au cabinet international de conseil en stratégie McKinsey & Company que lorsque les conservateurs étaient au pouvoir. Les sommes versées à McKinsey passent ainsi de 2,2 millions de dollars en neuf ans, sous Stephen Harper, à 66 millions de dollars en sept ans. Parfois, avec des contrats sans appel d’offres. Le cabinet-conseil jouerait notamment un rôle central dans les politiques d’immigration au pays. À l'automne 2022, Ottawa avait dévoilé un plan historique, avec l’objectif d’accueillir 500 000 nouveaux résidents permanents, chaque année, d’ici 2025 pour mettre l’accent sur la croissance économique. Justin Trudeau et McKinsey & Company appuient tous deux Initiative du siècle, un groupe qui milite pour une hausse radicale du taux d'immigration au Canada afin que le pays atteigne une population de 100 millions en 2100,. Le groupe Initiative du siècle ne jouit d'aucun support provincial ou local au pays. Ses critiques au Québec citent que l'idéologie « noierait » le Québec, anglicisant ses francophones, aggravant la crise du logement, et créant plus de disparité socio-économique,,.
En février 2024, néanmoins, il réinstaure les visas obligatoires pour les Mexicains. En avril 2024, pour la première fois, Justin Trudeau remet en question les seuils d’immigration du Canada et leurs impacts sur l’économie. L’immigration temporaire a, en effet, explosé en quelques années. Elle est composée essentiellement de travailleurs étrangers et d’étudiants internationaux, et dans une proportion moindre, de réfugiés. Ensemble, ces derniers représentent 7,5 % de la population canadienne, soit plus du triple (2 %) qu’en 2017. L’immigration permanente et temporaire ont représenté 97,6 % de la croissance démographique nette en 2023. Trudeau estime alors que l’immigration temporaire a dépassé les capacités d’« absorption » du Canada. Il annonce son intention de réduire la proportion de résidents temporaires dans le pays, en la faisant passer de 6,2 % de la population générale à 5 % d’ici 2027.
En novembre 2024, Marc Miller, le ministre de l'Immigration canadien, informe que la promesse de Justin Trudeau d'un plan de régularisation massive de sans-papiers avant les prochaines élections ne serait pas tenue, les sondages montrant un changement sensible dans l'opinion publique concernant l'immigration après plusieurs années d'une politique considérée « comme très ouverte »,.

##### Liberté d'expression
Le 30 octobre 2020, interrogé sur la liberté de critiquer le prophète Mahomet comme l'a fait Charlie Hebdo, Justin Trudeau répond que la liberté d'expression n'est « pas sans limite », et ne doit pas « blesser de façon arbitraire et inutile » certains groupes ou communautés. Cette réaction survient quelques jours après l'assassinat par décapitation du professeur Samuel Paty qui avait montré à ses élèves des caricatures de Mahomet. Elle lui vaut de nombreuses critiques en France et au Canada. L'affaire déclenche même un incident diplomatique, le président français Emmanuel Macron appelant le premier ministre québécois François Legault pour le remercier de son soutien sur la question.

##### Défenseur de la lutte anti-raciste et des droits LGBT
Il participe tous les ans depuis 2016 au défilé de la fierté gaie et revendique d'avoir accompli « des choses incroyables » pour la « communauté LGBTQ2 ». En novembre 2017, il a présenté « des excuses officielles (…) en reconnaissance de la discrimination institutionnelle pratiquée pendant des décennies au sein de diverses organisations gouvernementales canadiennes, notamment les Forces armées et la police, contre des membres de la communauté LGBT ».
En 2019, il présente ses profonds regrets et ses excuses à plusieurs reprises après la publication dans la presse de photos prises au cours de soirées lycéennes et étudiantes et où il apparaît grimé en noir. Le 5 juin 2020, il rejoint une manifestation « Black Lives Matter » à Ottawa et s'agenouille pendant plus de huit minutes devant les manifestants et les caméras de télévision.
Pour plusieurs personnalités conservatrices comme Tom Leonard, du Daily Mail, Justin Trudeau a exploité chaque cause « woke » pour redorer son blason libéral. Selon Denise Bombardier et Mathieu Bock-Côté, Justin Trudeau s'efforce d'incarner la « culture woke »,.

##### Euthanasie
Le 13 avril 2016, le gouvernement dépose le projet de loi C-14, qui autorise l'aide médicale à mourir pour les personnes qui remplissent « trois conditions : le demandeur devrait être atteint de problèmes de santé « graves et irrémédiables », éprouver des « souffrances persistantes qui lui sont intolérables au regard de sa condition », et être en mesure d'offrir un consentement éclairé ». Lors du vote à la Chambre, les députés libéraux n'ont pas de directive à suivre, à l'exception des membres du Cabinet. Les autres partis laissent la liberté de choix à leurs députés sur cette question. La loi sur l'aide médicale à mourir est adoptée le 17 juin 2016.

##### Légalisation de la marijuana
Lors de la « journée internationale du cannabis », le 20 avril 2016, la ministre fédérale de la Santé, Jane Philpott, annonce l’intention du Canada de déposer un projet de loi afin de légaliser et réglementer la marijuana à des fins « récréatives », notamment pour limiter le marché noir. Ce projet de loi est déposé le 13 avril 2017 et est finalement adopté le 6 juin 2019. Il est prévu de mettre en place des programmes de prévention gérés par les provinces et que l'âge minimal de 18 ans puisse être augmenté selon chaque province. Le texte prévoit également que les citoyens puissent avoir quatre plants de 100 cm maximum en plus d'une possession légale de 30 g de cannabis en public.

#### Environnement

##### Accord de Paris sur le climat
En décembre 2015, quelques semaines après son élection, Justin Trudeau participe à la Conférence de Paris de 2015 sur les changements climatiques. Le 22 avril 2016, il se rend à New York afin de signer l'accord de Paris sur le climat, qui sera ratifié le 5 octobre 2016, à la suite d’un vote du Parlement, et entrera en vigueur le 4 novembre 2016. À la conférence de Marrakech, en novembre, il soumet la stratégie du Canada en vue d'effectuer une transition vers une économie à faibles émissions et rappelle que « son gouvernement s'est engagé à verser 2,65 milliards de dollars sur cinq ans pour aider certains pays à lutter contre les changements climatiques ».
En dépit de ces déclarations écologiques, il signe un projet visant l'exportation de gaz de schiste liquéfié à partir de Prince Rupert, pour une valeur de 36 milliards de dollars.
Le 29 novembre 2016, il approuve deux projets d'oléoducs au départ de l'Alberta — Trans Mountain jusqu'à Vancouver et Enbridge Line 3 (en) jusqu'au Lac Supérieur —, mais rejette celui du Northern Gateway. En 2018, lorsque la société Kinder Morgan renonce à élargir la capacité de l'oléoduc Trans Mountain en raison des oppositions qu'elle rencontre, Trudeau annonce le rachat de ce pipeline par le gouvernement pour 4,5 milliards de dollars. Cette décision surprend, car elle va à l'encontre de ses engagements en faveur de l'accord de Paris. En juin 2019, il relance les travaux d'agrandissement de cet oléoduc, une décision saluée par l'industrie pétrolière mais décriée par les écologistes. Une fois achevé, le projet pourrait générer environ 500 millions de dollars (environ 340 millions d'euros) de plus par année en recettes fiscales mais aussi entraîner une hausse de 15 millions de tonnes des émissions de gaz à effet de serre du Canada. Au terme de ces quatre années, le Canada ne respecte pas son projet de réduction d'émissions de gaz à effet de serre (baisse de 30 % d’ici à 2030), la différence entre les promesses et les résultats augmentant même chaque année.
En juin 2018, le Parlement ratifie un projet de loi sur la tarification de la pollution causée par les gaz à effet de serre. Andrew Scheer, chef du Parti conservateur, s'oppose à cette loi et, dans les mois qui suivent, base sa campagne électorale sur la promesse d'abolir cette « carbon tax », en dépit du fait que cette mesure n'est pas une taxe car elle est neutre sur le plan fiscal comme le rappellent les analystes et les principaux journaux. Plusieurs provinces s'adressent aux tribunaux pour faire déclarer la loi inconstitutionnelle.
Le 28 juin 2019, le gouvernement publie un projet de norme sur les combustibles propres, qui devrait déboucher, lors de sa mise en application, sur une exigence annuelle de réduction de l’intensité en carbone de la plupart des carburants, notamment en obligeant les raffineries canadiennes à produire dès 2022 une essence rejetant de 10 à 12 % moins de carbone. Cette mesure est critiquée par le chef de l'opposition, Andrew Scheer, qui promet d'abroger cette « taxe secrète » s'il est élu, en plus de la « taxe carbone ».
En 2020, le gouvernement annonce l’abolition du processus d’évaluation environnementale pour les forages pétroliers dans une large zone maritime au large de Terre-Neuve, puis autorise quarante forages exploratoires dans ce secteur. Les subventions gouvernementales aux énergies fossiles (7,1 milliards d’euros par an en moyenne, en plus de l’argent consacré à Trans Mountain) ont légèrement augmenté par rapport aux années Harper.
En 2021, six ans après son entrée en fonction, le Canada affiche le pire bilan des pays du G7 en matière d'augmentation des émissions de gaz à effet de serre depuis l’Accord de Paris. Le Canada est alors le septième pays du monde en matière d’émissions de CO2 par habitant (15,5 tonnes par an), étant seulement dépassé par des petits pays comme le Qatar, le Koweït ou Brunei.

##### Autres enjeux
En avril 2016, Santé Canada autorise l’élevage de saumons transgéniques. Ces saumons, qui produisent plus d'hormone de croissance, grandissent deux fois plus rapidement qu'un saumon normal. En 2017, le même ministère renouvelle pour une période de 15 ans l'autorisation de l'usage du glyphosate,.

#### Politique étrangère

##### États-Unis

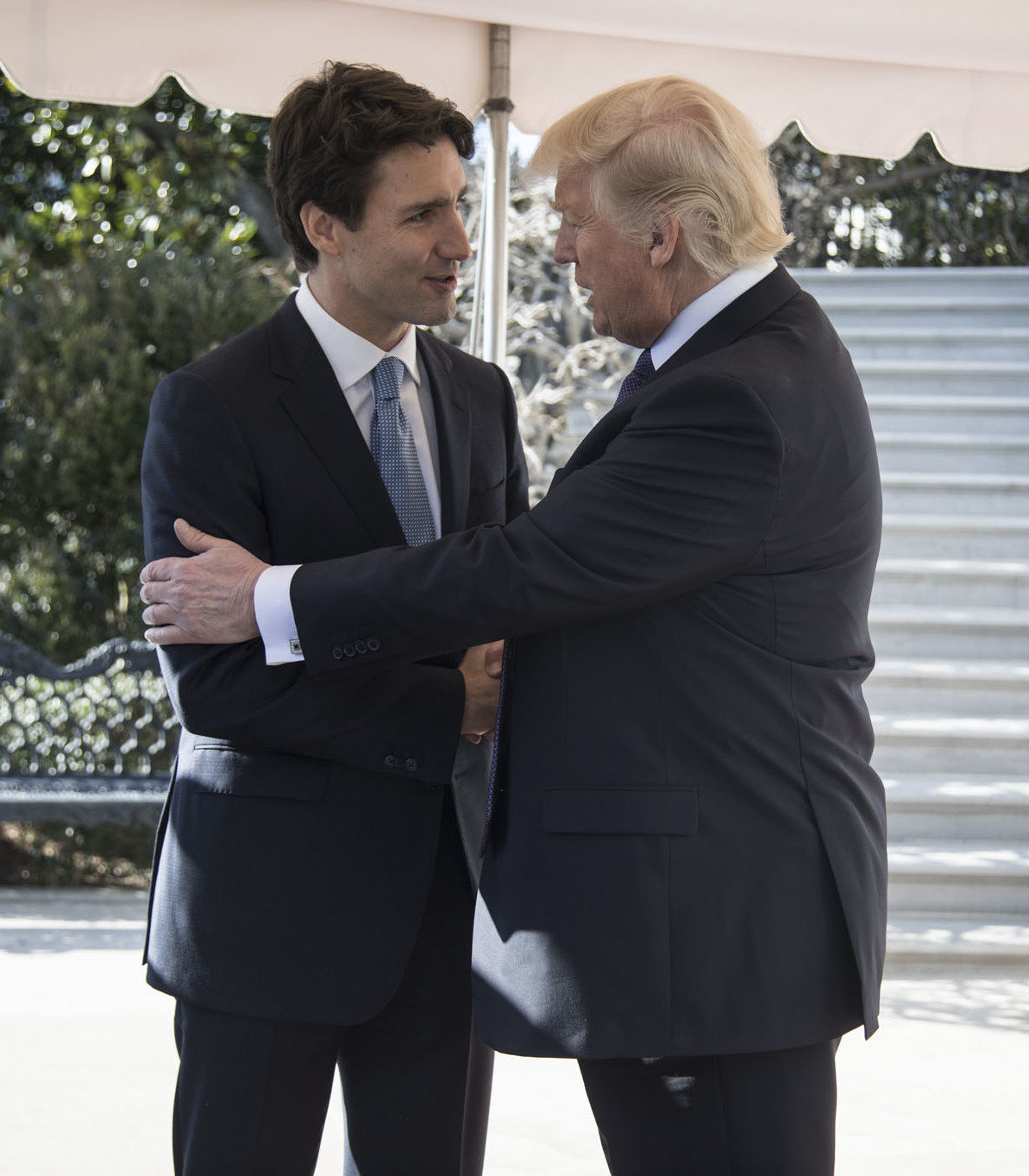
Justin Trudeau et Donald Trump en 2017.

Dès son entrée en fonction, le président Donald Trump annonce sa volonté de renégocier l'Accord de libre-échange nord-américain (ALÉNA), affirmant que ce traité a été désastreux pour son pays. Les négociations commencent formellement le 18 mai 2017. Les principaux points en litige sont le système canadien de gestion de l'offre en matière de produits laitiers, le pourcentage de pièces importées dans l'industrie automobile, les salaires et les droits de négociation collective des travailleurs, la durée de protection de la propriété intellectuelle, les mécanismes de résolution de conflit, une clause de renégociation. Après des pressions de toute sorte de la part du gouvernement américain, les parties arrivent à une entente le 1er octobre 2018. Le nouvel accord comprend d'importantes concessions : il octroie notamment aux États-Unis un droit de veto concernant les futures négociations commerciales entre le Canada et la Chine et leur permet d’appliquer d’importants droits de douane sur l’aluminium et l’acier. Toutefois, la ratification est retardée en raison de différends persistants, notamment en matière de droits sur l'acier et l'aluminium. En outre, le Parti démocrate, qui contrôle la Chambre des représentants des États-Unis, souhaiterait rouvrir l'entente, ce qui suscite un refus catégorique de la part du Canada.
En mai 2018, au nom de la « sécurité nationale », le président Trump impose des droits de douane supplémentaires (tariffs) de 25 % sur l'acier et 10 % sur l'aluminium en provenance du Mexique et du Canada, ainsi que de l'Union européenne. Il veut notamment faire pression pour une prompte renégociation du traité de l'Alena et imposer une clause de renégociation tous les cinq ans. Ces droits sont finalement levés le 17 mai 2019. Cette décision est saluée par les analystes.
Les États-Unis et le Canada lancent en 2020 la construction de l’oléoduc Keystone XL. Ce projet controversé est soutenu par Justin Trudeau qui, sur la question pétrolière, semble plus proche de Donald Trump, selon le site Reporterre, que du Parti démocrate.
Le 4 mars 2025, à la suite d'une conférence de presse, Trudeau critique Donald Trump pour avoir taxé les importations en provenance du Canada à hauteur de 25 %. Il annonce en conséquence une mise en place de droits de douanes ciblés de 25 % sur des produits américains comme la viande, les œufs, les fruits et le vin. D'après lui, 30 milliards, puis 125 milliards de dollars de marchandises seront affectés dans les 21 jours suivant l'annonce.

##### Chine
En 2016, Trudeau fait une première visite en Chine à l'occasion de la tenue du sommet du G20 à Hangzhou, où le public lui donne le surnom affectueux de « petite patate » (la prononciation de son nom de famille étant proche du mot mandarin pour «patate»). Il retourne en Chine en décembre 2017 pour lancer des négociations sur un éventuel accord de libre-échange. Avant même de commencer les discussions, il déclare vouloir placer ces négociations dans un cadre plus large englobant l’environnement, les droits des travailleurs, l’égalité des sexes et la bonne gouvernance. Les négociations échouent cependant. L'échec est attribué par certains analystes au manque de travaux préparatoires par l'ambassadeur canadien en Chine, John McCallum.
Le 1er décembre 2018, Meng Wanzhou, directrice financière de la compagnie Huawei, est arrêtée à la demande des États-Unis alors qu'elle prenait un vol de correspondance à Vancouver. Cette arrestation irrite les dirigeants chinois, qui réagissent en arrêtant les Canadiens Michael Kovrig et Michael Spavor sous une accusation d'espionnage. La Chine bloque ensuite successivement, sous divers prétextes, les exportations canadiennes de semences de canola, de pois, de soja, de viande de porc et de viande de bœuf. L'ambassadeur John McCallum est poussé à la démission pour avoir suggéré que les États-Unis utilisaient l’extraterritorialité comme une arme.

##### Arabie saoudite
En 2014, John Baird, ministre du gouvernement de Stephen Harper, avait conclu une entente avec l'Arabie saoudite portant sur la vente de plusieurs centaines de véhicules blindés légers, du type LAV 6, fabriqués par General Dynamics Land Systems à London ; ce contrat, négocié par la Corporation commerciale canadienne, pouvait atteindre un total de quinze milliards de dollars. Lors de l'élection du gouvernement libéral, plusieurs voix se font entendre afin que ce contrat soit résilié en raison de la situation des droits de l'homme en Arabie saoudite, des guerres au Yémen et en Syrie. Le 8 avril 2016, le ministre des Affaires étrangères, Stéphane Dion, décide toutefois de respecter ce contrat militaire et signe le permis d'exportation. Cette décision, en plus de contrevenir au cadre législatif canadien en matière de vente d'armes, ne respecte pas le traité sur le commerce des armes de l'ONU, que le gouvernement Harper avait refusé de signer. Elle contraste aussi avec une décision du Parlement européen réclamant un embargo sur les ventes d'armes à l'Arabie saoudite et avec le fait que le gouvernement allemand avait précédemment refusé d'autoriser une transaction similaire que voulait effectuer la compagnie Rheinmetall. Enfin, il apparaît que la compagnie américaine General Dynamics se sert de sa filiale et d'un relâchement des règles canadiennes en matière d'exportation d'armes, autorisée par le gouvernement Harper, afin de contourner le contrôle du Congrès américain sur ce type d'exportations.
Le 2 août 2018, Chrystia Freeland, ministre des Affaires étrangères, émet un tweet demandant à l'Arabie saoudite de libérer immédiatement deux activistes saoudiens défendant les droits de la personne. Ce tweet est repris en arabe par l'ambassade canadienne à Riyad. En réaction, le chef saoudien rappelle son ambassadeur à Ottawa. Devant le refus de Justin Trudeau de s'excuser, le royaume bloque les achats de blé et d'orge canadien et rappelle ses 800 médecins résidents au Canada.

##### Israël
Trudeau maintient la politique pro-israélienne de son prédécesseur Stephen Harper. En février 2016, il se range derrière une motion déposée par les conservateurs qui condamne toute promotion du mouvement Boycott, désinvestissement et sanctions (BDS).

#### Diplomatie

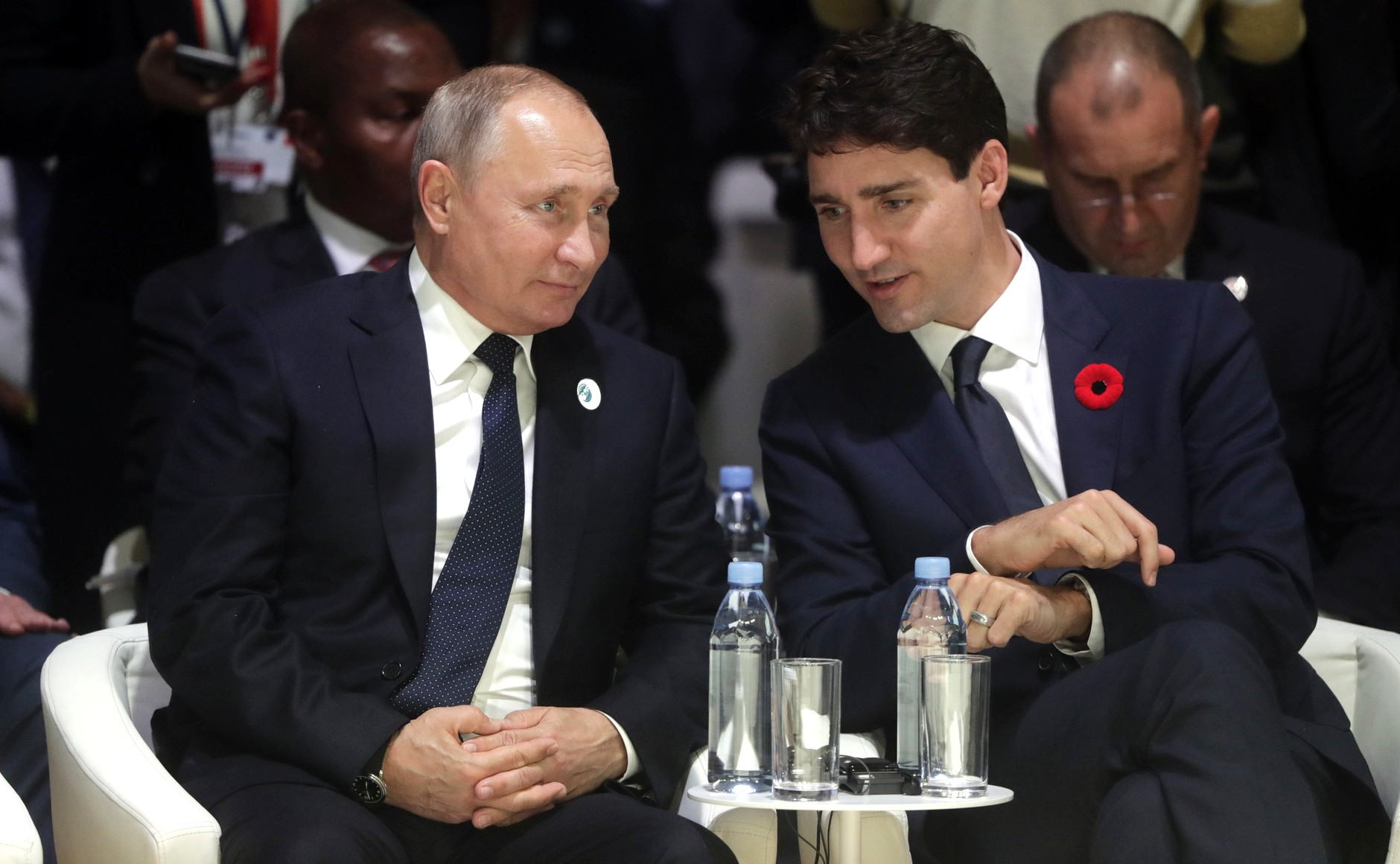
Justin Trudeau et Vladimir Poutine en novembre 2018.

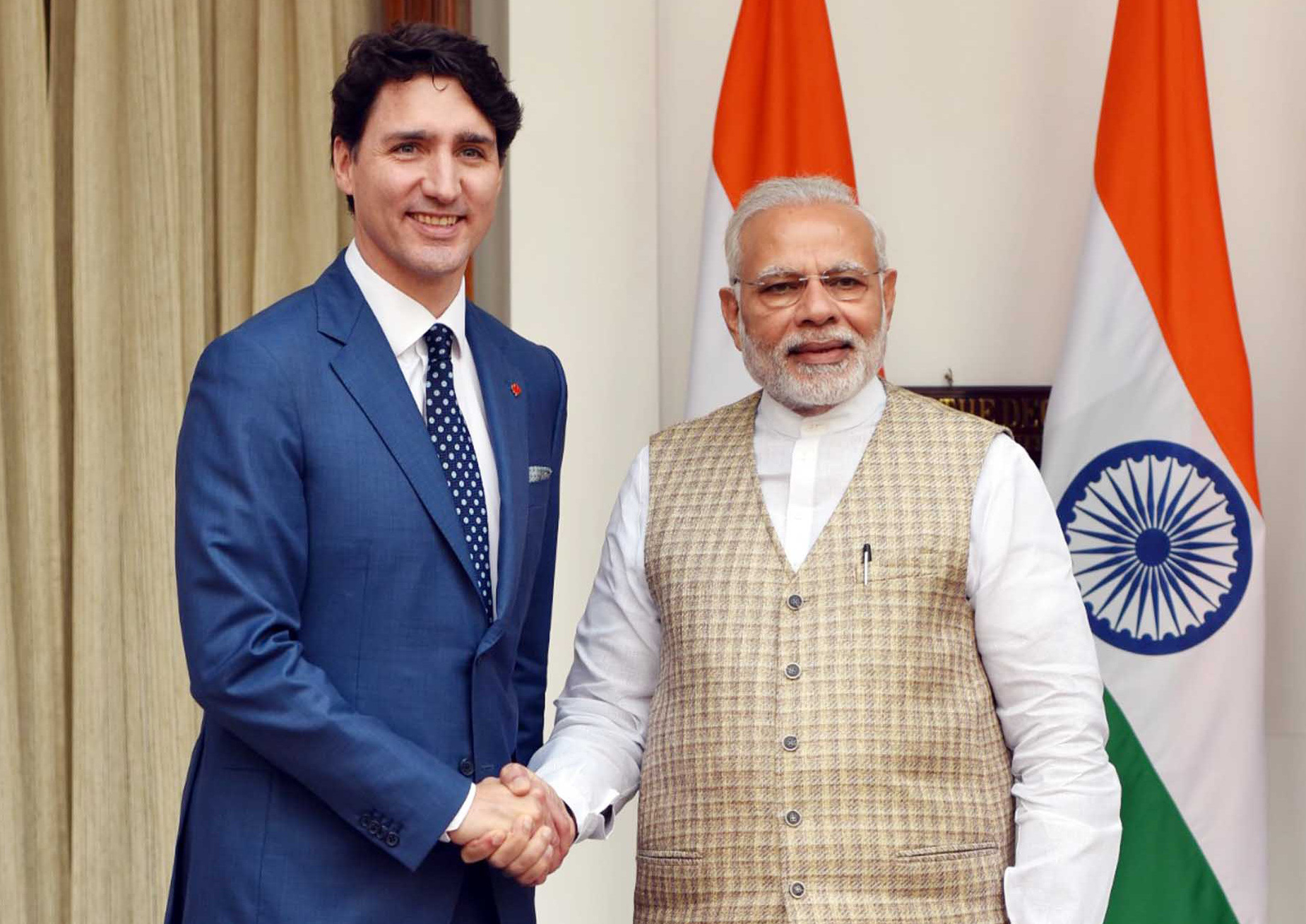
Avec Narendra Modi en Inde en 2018.

Justin Trudeau conduit une politique étrangère opposée à l'utilisation directe de la force militaire et favorable à une action dans le cadre de l'ONU et des casques bleus. L'une de ses premières décisions dans ce domaine est la fin des frappes canadiennes contre l'État islamique (EI) en Syrie et en Irak, déclarant souhaiter concentrer ses efforts dans la formation de troupes locales pour combattre les djihadistes.
Il juge les objectifs d’aide au développement fixés par les Nations unies (0,7 % du produit intérieur brut annuel) « trop ambitieux ». Les chercheurs Matthew Gouett et Bridget Steele remarquent à ce sujet que « le discours du Canada sur le développement international (…) ne s’accompagne pas d’un réel engagement financier ciblé ».
Concernant les grands thèmes de politique internationale, Justin Trudeau s'inscrit dans la continuité de son prédécesseur Stephen Harper et épouse en grande partie la vision du président américain Donald Trump. Le gouvernement Trudeau a placé le Venezuela, la Syrie, la Russie, l’Iran et la Corée du Nord tout en haut de sa liste de priorités, imitant — et soutenant — les initiatives de l’administration Trump : sommets, sanctions, pressions politiques et déploiement militaire. Le Canada a rejoint le groupe de Lima, qui rassemble les gouvernements américains résolus à renverser le gouvernement vénézuélien, et tenté d'écarter la Russie et la Chine des négociations concernant le Venezuela et la Corée du Nord (bien que ces deux pays possèdent un frontière commune avec Pyongyang).
Sa politique internationale fait régulièrement l'objet de critiques et d'accusation d'amateurisme. En matière de diplomatie, l'Université Carleton lui accorde en mars 2019 la note de C-. En février 2018, il provoque un incident diplomatique lors d'un séjour en Inde en invitant un sikh séparatiste extrémiste à une réception ; il se voit également critiqué et moqué lorsqu'il revêt chaque jour une tenue traditionnelle indienne différente. Il est aussi tenu partiellement pour responsable de l'échec de Michaëlle Jean à se voir reconduire à la fonction de secrétaire général de la Francophonie. Pour le Toronto Star, l’administration Trudeau consacre un « retour des faucons libéraux », tandis que l’ancien diplomate Daryl Copeland estime que « la ministre des affaires étrangères Freeland (…) semble fascinée et en bonne partie aveuglée par le hard power ».
En 2019, son ancien conseiller Jocelyn Coulon déclare : « En 2015, Justin Trudeau a promis le retour du Canada sur la scène internationale. Non seulement cela ne s'est pas concrétisé, mais quatre ans après son élection, notre situation est très embarrassante. Le Canada se retrouve dans la situation exceptionnelle où il entretient des relations tendues sinon exécrables avec les quatre grandes puissances mondiales : les États-Unis, la Russie, la Chine et l'Inde. […] Il existe un aveuglement idéologique de la part de dirigeants canadiens qui font de l'imposition des principes libéraux au reste du monde une véritable croisade ».

#### Élections fédérales de 2019
Le 21 octobre 2019, son parti remporte les élections fédérales avec 157 sièges, ce qui lui donne un gouvernement minoritaire considéré comme « fort », vu qu'il ne lui manque que 13 sièges pour avoir la majorité au parlement et que divers scénarios d'alliances lui sont favorables, à moins d'une coalition des trois autres principaux partis contre lui. Il a obtenu 33 % du vote populaire, contre 34,4 % pour les conservateurs (121 sièges), 15,9 % pour le NPD (24 sièges), 7,7 % pour le bloc québécois (32 sièges) et 6,5 % pour les verts (3 sièges).

#### Élections fédérales de 2021
Le 15 août 2021, il annonce la tenue d'élections anticipées pour le 20 septembre 2021. Alors que le but du premier ministre était de renforcer sa majorité (sa directrice de campagne Mélanie Joly déclarant notamment à la veille du scrutin « On veut avoir les deux mains sur le volant »), son camp s'impose finalement sur le fil, n'atteignant pas la majorité de 170 sièges, ce qui le contraint à former un gouvernement minoritaire comme dans la législature précédente.

#### Mouvement des camionneurs
En février 2022, de nombreux camionneurs canadiens organisent un « convoi de la liberté » pour dénoncer les contraintes sanitaires de la lutte contre le Covid-19, et ils bloquent le centre d'Ottawa. Justin Trudeau recourt finalement à une loi d'exception pour mettre fin au blocage, loi qui autorise la saisie des comptes bancaires des protestataires,.

#### Crise politique et démission
En 2024, Justin Trudeau doit faire face à une grave crise politique, le Parti libéral enchaînant les revers politiques. Entre l'été et la fin de l'année, neuf ministres quittent le gouvernement ou annoncent ne pas vouloir se présenter aux prochaines élections fédérales. De plus, son gouvernement surmonte de justesse une série de votes de défiance initiée par l'opposition conservatrice dont la popularité monte dans les sondages. Le 16 décembre, la démission surprise de la vice-première ministre et ministre des Finances, Chrystia Freeland, fragilise davantage encore le gouvernement. Celle-ci était en désaccord avec Justin Trudeau sur la politique économique à mener, voulant préserver la capacité budgétaire du Canada alors que ce dernier « multipliait les cadeaux fiscaux pour plaire aux électeurs ».
Fin décembre 2024, Trudeau remanie un tiers de son gouvernement. Le premier ministre, qui avait annoncé son intention de se représenter, compte alors plus de 20 points de retard sur son rival conservateur, Pierre Poilievre, dans les sondages. Minoritaire au Parlement, fragilisé par le retrait de son allié de gauche, le Nouveau Parti démocratique (NPD), et le mécontentement croissant au sein de son propre parti, Justin Trudeau est confronté à la plus grave crise politique depuis son arrivée au pouvoir. Il ne dispose que d'une faible cote de popularité, étant tenu pour responsable de la forte inflation dans le pays, de la crise du logement et des services publics,. Il est également accusé par son rival d’être incapable de faire face à la crise du logement et à la criminalité, alors que la dette nationale a doublé.
Le 6 janvier 2025, Justin Trudeau annonce sa démission prochaine comme chef du Parti libéral et premier ministre et précise qu'il quittera ses fonctions une fois qu'un successeur lui aura été trouvé. Mark Carney est élu le 9 mars par le Parti libéral pour lui succéder à la tête du Canada.

## Controverses

### Affaire SNC-Lavalin
En février 2019, Trudeau est accusé d'avoir fait pression sur la ministre de la Justice, Jody Wilson-Raybould, pour mettre un terme aux poursuites contre le groupe SNC-Lavalin, impliqué dans des scandales de corruption. En raison de ce scandale, Gerald Butts, principal conseiller du premier ministre démissionne, suivi par Jody Wilson-Raybould et Jane Philpott, ministre du Budget, qui explique ne plus avoir confiance en Trudeau.

### Hommage à Fidel Castro

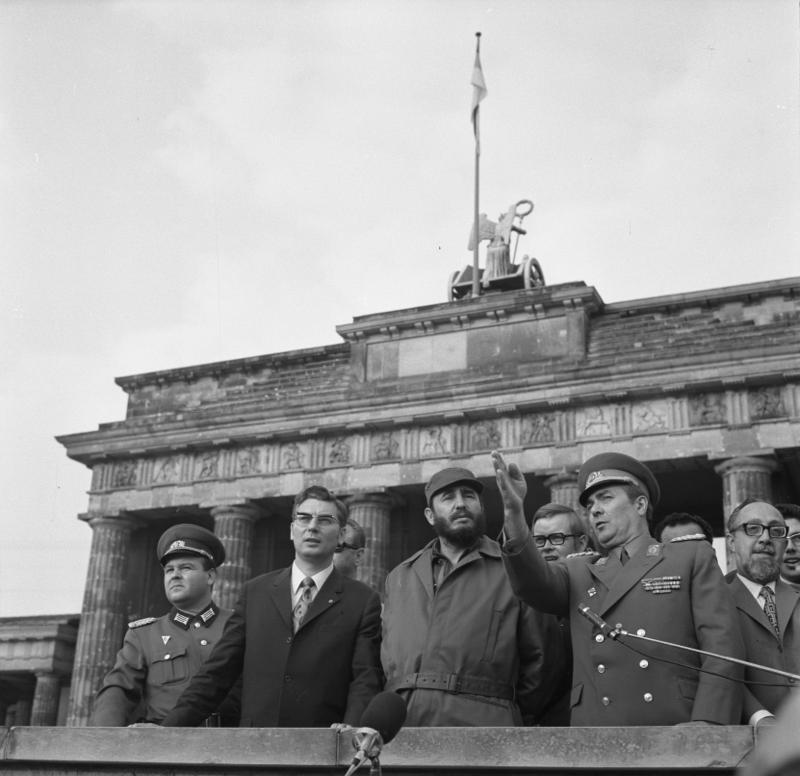
Fidel Castro à Berlin Est en 1972

À l’occasion de la mort de Fidel Castro, en novembre 2016, Justin Trudeau diffuse un communiqué dans lequel il rend hommage à l'ex-chef d'État cubain communiste, ami de son père Pierre Elliott Trudeau. Les termes de cette déclaration provoquent de vives réactions politiques et sur les réseaux sociaux.

### Contrat attribué à We Charity
À l’été 2020, Justin Trudeau est à nouveau l’objet d'une polémique sur son éthique, lorsqu’il est révélé qu’il a contribué à l’attribution d’un important contrat gouvernemental à une association qui a rémunéré son épouse, sa mère et son frère pour quelque 300 000 $ CAD. Ceux-ci nient les faits avant que l’ONG en cause, WE Charity (UNIS, en français), ne les reconnaisse. L'opposition réclame alors l’ouverture d'une enquête pour fraude.

### Affaire Aga Khan
En janvier 2017, la commissaire aux conflits d'intérêts et à l'éthique enquête sur des vacances offertes par Karim Aga Khan IV à Trudeau, qu'il a acceptées alors que les voyages proposés et payés avec l'argent privé d'autrui sont interdits aux élus,.

### Vacances à Tofino
Le 30 septembre 2021 marque la toute première Journée nationale de la vérité et de la réconciliation, une journée créée par le gouvernement Trudeau à la suite de la découverte des restes de 215 enfants à Kamloops. Cette journée vise à rendre hommage aux enfants disparus et aux survivants des pensionnats, à leurs familles et leurs communautés. Trudeau en profite pour prendre des vacances en famille à Tofino, dans une luxueuse maison. Son absence à cet évènement crée de vives réactions de la part des partis d'opposition et de plusieurs chefs autochtones.

### Hommage à Yaroslav Hunka
Le 22 septembre 2023, à l'occasion de la visite officielle du président ukrainien Zelensky, en pleine guerre russo-ukrainienne, Justin Trudeau applaudit avec Zelensky et la Chambre des communes un homme de 98 ans présenté comme un combattant pour l'indépendance de l'Ukraine contre la Russie, Yaroslav Hunka. Il s'avère bientôt que cet homme a appartenu à la 14e division SS Galicie. Trudeau présente ses excuses pour « cette terrible erreur » tout en rejetant la faute sur le président de la Chambre, Anthony Rota, qui doit démissionner.

### Accusations de greenwashing
Lors de la ratification de l'accord de Paris par le Canada, Trudeau s'est engagé à réduire les émissions de CO2 de son pays de 30 % d'ici 2030, estimant pouvoir même aller au-delà des objectifs prévus. Cependant, son gouvernement a massivement soutenu l'exploitation pétrolière très polluante des sables bitumineux. Pendant son mandat, les émissions de CO2 ont connu une augmentation significative, passant de 723 à 730 mégatonnes par an entre 2015 et 2019, un niveau très élevé, même parmi les pays les plus riches.
Radio Canada souligne que depuis qu'il se fixe des objectifs climatiques à la fin des années 1980, le Canada n'a pas été en mesure d'en atteindre un seul.

### Autres controverses
Début juin 2018, CBC ressort une ancienne histoire d'inconduite sexuelle (en) sur une journaliste œuvrant dans un journal national. Dix-huit ans plus tard, Justin Trudeau déclare qu'il se rappelle très bien le voyage en question, mais qu'il n'a aucun souvenir d'avoir eu une « interaction négative » avec qui que ce soit cette journée-là. 
En septembre 2019, Time fait paraître deux photos de jeunesse de Trudeau dans lesquelles il arbore respectivement un brownface et un blackface, tandis que Global News publie une vidéo dans laquelle il est aussi grimé en noir. Trudeau présente ses excuses pour ce qu'il présente comme des erreurs de jeunesse. Le dirigeant conservateur Andrew Scheer affirme que son équipe de campagne a envoyé la vidéo à Global News.

## Filmographie

### Cinéma
En 2007, Justin Trudeau joue le rôle de Talbot Mercer Papineau dans le film The Great War.

### Télévision
En 2019, il fait une apparition caméo dans la série d'animation Corner Gas Animated.
En 2024, Justin Trudeau est invité à une édition spéciale de l'émission Hot Ones Québec.

## Résultats électoraux dans Papineau

### Synthèse
| Élection          | Circonscription | Parti | Parti   | Voix   | %    | Résultats |
| ----------------- | --------------- | ----- | ------- | ------ | ---- | --------- |
| Fédérales de 2008 | Papineau        |       | Libéral | 17 724 | 41,5 | Élu       |
| Fédérales de 2011 | Papineau        |       | Libéral | 16 429 | 38,4 | Élu       |
| Fédérales de 2015 | Papineau        |       | Libéral | 26 391 | 52,0 | Élu       |
| Fédérales de 2019 | Papineau        |       | Libéral | 25 957 | 51,1 | Élu       |
| Fédérales de 2021 | Papineau        |       | Libéral | 21 872 | 49,0 | Élu       |

### Détails
|       | Candidat                 | Parti              | # de voix | % des voix |
|       | Shama Chopra             | Conservateur       | +02 021,  | 4,73 %     |
|       | Vivian Barbot            | Bloc québécois     | +11 091,  | 25,93 %    |
|       | Justin Trudeau (sortant) | Libéral            | +16 429,  | 38,41 %    |
|       | Marcos Radhames Tejada   | NPD                | +12 102,  | 28,29 %    |
|       | Danny Polifroni          | Vert               | +00806,   | 1,88 %     |
|       | Peter Macrisopoulos      | Marxiste-léniniste | +00228,   | 0,53 %     |
|       | Joseph Young             | Indépendant        | +00095,   | 0,22 %     |
| Total | Total                    | Total              | 42 772    | 100 %      |

|       | Candidat                 | Parti          | # de voix | % des voix |
|       | Mustaque Sarker          | Conservateur   | +03 262,  | 7,63 %     |
|       | Vivian Barbot (sortante) | Bloc québécois | +16 535,  | 38,69 %    |
|       | Justin Trudeau           | Libéral        | +17 724,  | 41,47 %    |
|       | Costa Zafiropoulos       | NPD            | +03 734,  | 8,74 %     |
|       | Ingrid Hein              | Vert           | +01 213,  | 2,84 %     |
|       | Mahmood Raza Baig        | Indépendant    | +00267,   | 0,62 %     |
| Total | Total                    | Total          | 42 735    | 100 %      |